# آلمیره
شهر آلمیره (به هلندی: Almere) در فلوولاند در کشور هلند واقع شده‌است. جمعیت این شهر ۱۸۳٫۲۹۹ نفر  است.
آلمیره جدیدترین شهر هلند است. اولین خانه در سال ۱۹۷۶ به پایان رسید. این شهر با ۲۱۴،۷۱۵ شهروند در سال ۲۰۲۱ هشتمین شهر بزرگ هلند است. در اکتبر ۲۰۰۷، شورای شهر آلمیره با دولت توافق کرد تا جمعیت شهر را تا سال ۲۰۳۰ به ۳۵۰،۰۰۰ نفر افزایش دهد.